# Ochrogramma formosula
Ochrogramma formosula är en mångfotingart som beskrevs av Gardner och Shelley 1989. Ochrogramma formosula ingår i släktet Ochrogramma och familjen Caseyidae. Inga underarter finns listade i Catalogue of Life.